# Luperina loculata
Luperina loculata är en fjärilsart som beskrevs av Morrison 1874. Luperina loculata ingår i släktet Luperina och familjen nattflyn. Inga underarter finns listade i Catalogue of Life.